# ATS-59
ATS-59 (ros. Артиллерийский Тягач  Средний-59) – gąsienicowy średni ciągnik artyleryjski konstrukcji radzieckiej.

## Historia
Ciągnik został opracowany pod koniec lat 50. XX wieku, produkowany był początkowo w Kurgańskich Zakładach Mechanicznych, a od 1962 do 1989 roku na licencji w Polsce przez ZM Łabędy i Hutę Stalowa Wola (podwozia). W Polsce wyprodukowano ok. 20 tysięcy sztuk, w większości na eksport do ZSRR.